# Чагин, Алексей Иванович
Алексе́й Ива́нович Ча́гин (род. 1946, Москва) — российский литературовед, доктор филологических наук, заместитель директора по научной работе Института мировой литературы имени А. М. Горького РАН.

## Биография
В 1969 году окончил филологический факультет МГУ им. М. В. Ломоносова.
В 1969—1974 годах — преподаватель МГУ, с 1974 года работает в Институте мировой литературы имени А. М. Горького АН СССР (ныне РАН).
В 1979 году защитил кандидатскую диссертацию, в 1998 — докторскую по теме «Русская поэзия 1920—1930-х годов в России и зарубежье (пути развития и взаимодействия)».
В 1994—1995 годах — стажёр Йельского университета. Член редколлегии журнала «Филологические науки».
А. И. Чагин — автор двух монографий и более 100 статей, в том числе в переводе на английский, французский, финский, корейский, грузинский языки.